# Nanocladius parvulus
Nanocladius parvulus är en tvåvingeart som först beskrevs av Jean-Jacques Kieffer 1909.  Nanocladius parvulus ingår i släktet Nanocladius och familjen fjädermyggor. Arten har ej påträffats i Sverige. Inga underarter finns listade i Catalogue of Life.